# Leonardo Vinci
Leonardo Vinci (1690 nebo 1696, Strongoli – 28. května 1730, Neapol) byl italský barokní operní skladatel, představitel neapolské operní školy.

## Život
Leonardo Vinci byl přijat na konzervatoř Conservatorio dei Poveri di Gesù Cristo v Neapoli v roce 1708. Jeho učitelem byl patrně Gaetano Greco. Poprvé se jako skladatel představil v roce 1719 v divadle Teatro de Fiorentini operou buffa Lo Cecato fauzo komponovanou na text v neapolském dialektu. Počínaje rokem 1722 napsal pro toto divadlo řadu komických oper, z nichž většina je ztracena. Úspěch na poli buffo opery mu připravil půdu pro uvedení vážných oper a již první opera seria Publio Cornelio Scipione mu přinesla uznání nejen v Neapoli, ale i v Římě a Benátkách. Po smrti Alessandra Scarlattiho v roce 1725 se Vinci stal zástupcem hlavního kapelníka Královského dvorního orchestru v Neapoli. Jeho pověst přesáhla hranice Itálie a Georg Friedrich Händel v témže roce uvedl v Londýně Pasticio sestavené z árií Leonarda Vinci.
V roce 1728 se stal kapelníkem na konzervatoři Conservatorio dei Poveri di Gesù Cristo. Tuto pozici po několika měsících přepustil Francescovi Durantemu, aby se mohl více věnovat operní skladatelské činnosti. Uzavřel přátelství s věhlasným básníkem a libretistou té doby Pietrem Metastasiem, který ho zásoboval kvalitními texty pro celou řadu oper.
4. února 1730 se konala v římském divadle Teatro delle Dame premiéra opery Artaserse, která je považována za skladatelovo mistrovské dílo. Krátce nato, 28. května 1730, Leonardo Vinci na vrcholu své slávy za nevyjasněných okolností zemřel. Existuje několik domněnek o příčině Vinciho smrti. Jedna z nich praví, že byl zavražděn v důsledku jakési nepodstatné milostné aféry. Podle druhé domněnky zemřel přirozenou smrtí, na tehdy obvyklou střevní infekci.

## Dílo
Leonardo Vinci je typickým představitelem neapolské operní školy. Vedle několika oratorií, kantát a jedné serenády („La contesa dei Numi“ – 1729) komponoval převážně opery. Instrumentální hudbě se věnoval pouze příležitostně.
Na jeho dílo se dlouhých téměř 280 let zapomnělo. Teprve v poslední době je opět objevováno, zájem oživila především opera Artaserse, inscenovaná s mimořádným úspěchem v Nancy v roce 2012. Od té doby bylo inscenováno i nahráno několik Vinciho oper: Parthenope; Siroe, Re di Persia; Didone Abandonata; Gismondo, Re di Polonia; Catone in Utica, Alessandro nell'Indie (inscenován v Bayreuthu 2022). Jeho serenáda La Contesa dei Numi byla inscenována v Olomouci roku 2017.

### Opery
1. Le doje lettere (1719 Neapol)
2. Lo cecato fauzo (1719 Neapol)
3. Lo scagno (1720 Neapol)
4. Lo scassone (1720 Neapol)
5. Lo Barone di Trocchia (1721 Neapol)
6. Don Ciccio (1721 Neapol)
7. Le zite 'n galera (1722 Neapol)
8. La festa di Bacco (1722 Neapol)
9. Publio Cornelio Scipione (1722 Neapol)
10. Lo castiello sacchiato (1722 Neapol)
11. Lo labberinto (1723 Neapol)
12. Semiramide (1723 Řím)
13. Partenope (1723 Neapol)
14. Silla dittatore (1723 Neapol)
15. Farnace (1724 Řím)
16. La mogliera fedele (1724 Neapol)
17. Turno Aricino (1724 Neapol)
18. Ifigenia in Tauride (1725 Benátky)
19. La Rosmira fedele (1725 Benátky)
20. Il trionfo di Camilla (1725 Parma)
21. Elpidia (1725 Londýn)
22. L'Astianatte (1725 Neapol)
23. Didone abbandonata (1726 Řím)
24. Siroe, Re di Persia (1726 Benátky)
25. L'asteria (1726 Neapol)
26. Ernelinda (1726 Neapol)
27. Gismondo, Re di Polonia (1727 Řím)
28. La caduta dei Decemviri (1727 Neapol)
29. Catone in Utica (1728 Řím)
30. Medo (1728 Parma)
31. Flavio Anicio Olibrio (1728 Neapol)
32. La Semiramide riconosciuta (1729 Řím)
33. Alessandro nell'Indie (1729 Řím)
34. Farnace (1729 Neapol)
35. La Contesa dei Numi (1729 Řím)
36. Massiminiano (1729 ?)
37. Artaserse (1730 Řím)